# Tuffi ai campionati europei di nuoto 2024 - Trampolino 3 metri femminile
La competizione del trampolino 3 metro femminile ai campionati europei di nuoto di Belgrado 2024 si è svolta il 21 giugno 2024, presso l'Istituto serbo per lo sport e la medicina sportiva di Belgrado, in Serbia.
Il turno preliminare si è svolto alle ore 10:00. La finale si è svolta il 17:05.

## Risultati
In verde sono indicati i finalisti
| Class   | Tuffatore            | Nazione       | Preliminare | Preliminare           | Finale          | Finale          |   |        |   |
| ------- | -------------------- | ------------- | ----------- | --------------------- | --------------- | --------------- | - | ------ | - |
| Class   | Tuffatore            | Nazione       | Oro         | Desharne Bent-Ashmeil | Gran Bretagna   | 256.45          | 3 | 305.15 | 1 |
| Argento | Helle Tuxen          | Norvegia      | 232.70      | 10                    | 243.20          | 2               |   |        |   |
| Bronzo  | Clare Cryan          | Irlanda       | 239.75      | 6                     | 240.55          | 3               |   |        |   |
| 4       | Jana Lisa Rother     | Germania      | 235.20      | 9                     | 235.55          | 4               |   |        |   |
| 5       | Elna Widerström      | Svezia        | 225.10      | 12                    | 232.50          | 5               |   |        |   |
| 6       | Caroline Kupka       | Norvegia      | 236.35      | 8                     | 229.00          | 6               |   |        |   |
| 7       | Matilde Borello      | Italia        | 226.00      | 11                    | 228.15          | 7               |   |        |   |
| 8       | Lauren Hallaselkä    | Finlandia     | 241.60      | 5                     | 224.60          | 8               |   |        |   |
| 9       | Amy Rollinson        | Gran Bretagna | 238.35      | 7                     | 221.30          | 9               |   |        |   |
| 10      | Naïs Gillet          | Francia       | 265.80      | 1                     | 219.65          | 10              |   |        |   |
| 11      | Elettra Neroni       | Italia        | 242.40      | 4                     | 193.45          | 11              |   |        |   |
| 12      | Emilia Nilsson Garip | Svezia        | 261.10      | 2                     | dnf             | 12              |   |        |   |
| 13      | Sude Köprülü         | Turchia       | 224.10      | 13                    | Non qualificate | Non qualificate |   |        |   |
| 14      | Luisa Arco           | Portogallo    | 223.50      | 14                    | Non qualificate | Non qualificate |   |        |   |
| 15      | Tereza Jelínková     | Rep. Ceca     | 219.15      | 15                    | Non qualificate | Non qualificate |   |        |   |
| 16      | Aleksandra Błażowska | Polonia       | 216.50      | 16                    | Non qualificate | Non qualificate |   |        |   |
| 17      | Viktoriya Kesar      | Ucraina       | 176.75      | 17                    | Non qualificate | Non qualificate |   |        |   |
| 18      | Juliette Landi       | Francia       | 209.60      | 18                    | Non qualificate | Non qualificate |   |        |   |
| 19      | Estilla Mosena       | Ungheria      | 164.55      | 19                    | Non qualificate | Non qualificate |   |        |   |
| 20      | Tekle Sharia         | Serbia        | 150.55      | 20                    | Non qualificate | Non qualificate |   |        |   |
| dnf     | Lotti Hubert         | Germania      | dnf         | dnf                   | dnf             | dnf             |   |        |   |